# Europees kampioenschap basketbal mannen 1949
Eurobasket 1949 is het zesde gehouden Europees Kampioenschap basketbal. Eurobasket 1949 werd georganiseerd door FIBA Europe. Zeven landen die ingeschreven waren bij de FIBA, namen deel aan het toernooi dat gehouden werd in 1949 te Caïro, Egypte. Het gastland, Egypte, werd de uiteindelijke winnaar.
Omdat de Sovjet-Unie de voorgaande editie van Eurbasket won, moest het land eigenlijk gastheer zijn voor Eurobasket 1949. De Sovjet-Unie weigerde dit echter. Tsjechoslowakije werd niet gevraagd omdat dat land de vorige editie al had georganiseerd, waardoor Eurobasket 1949 gehouden werd bij de nummer drie van Eurobasket 1947. Slechts vier van de zeven landen (inclusief Turkije) die meededen aan het Europees Kampioenschap kwamen ook echt uit Europa. Vele landen zegden af met als reden 'reiscomplicaties'. FIBA Europe noemt Eurboasket 1949 "ongetwijfeld het zwakste toernooi in de historie van Eurobasket." Slechts drie van de zeven teams hadden eerder meegedaan aan een editie van Eurobasket.

## Resultaten
Het toernooi werd voor de tweede keer in competitievorm gehouden. De zeven landen speelden elk één keer tegen elkaar. Het land met de meeste punten mocht zich winnaar van Eurobasket 1949 noemen.

### Eindklassement
| Plaats | Land        | Ges. | W | V | PV  | PT  | Verschil |
| ------ | ----------- | ---- | - | - | --- | --- | -------- |
| 1      | Egypte      | 12   | 6 | 0 | 346 | 216 | +130     |
| 2      | Frankrijk   | 11   | 5 | 1 | 281 | 199 | +82      |
| 3      | Griekenland | 10   | 4 | 2 | 269 | 241 | +28      |
| 4      | Turkije     | 9    | 3 | 3 | 247 | 256 | -9       |
| 5      | Nederland   | 8    | 2 | 4 | 174 | 255 | -81      |
| 6      | Syrië       | 7    | 1 | 5 | 219 | 287 | -68      |
| 7      | Libanon     | 6    | 0 | 6 | 183 | 265 | -82      |

### Wedstrijden
| Griekenland | 46 - 28 | Nederland   |
| Egypte      | 71 - 44 | Syrië       |
| Libanon     | 36 - 45 | Griekenland |
| Frankrijk   | 58 - 35 | Nederland   |
| Nederland   | 40 - 37 | Syrië       |
| Frankrijk   | 43 - 26 | Libanon     |
| Griekenland | 54 - 41 | Turkije     |
| Frankrijk   | 47 - 33 | Turkije     |
| Libanon     | 28 - 38 | Syrië       |
| Nederland   | 23 - 54 | Egypte      |
| Frankrijk   | 41 - 36 | Griekenland |
| Libanon     | 30 - 57 | Egypte      |
| Syrië       | 33 - 43 | Turkije     |
| Libanon     | 22 - 34 | Nederland   |
| Turkije     | 44 - 57 | Egypte      |
| Syrië       | 45 - 49 | Griekenland |
| Turkije     | 38 - 24 | Nederland   |
| Egypte      | 50 - 39 | Griekenland |
| Frankrijk   | 56 - 22 | Syrië       |
| Turkije     | 48 - 41 | Libanon     |
| Frankrijk   | 36 - 57 | Egypte      |

| Eurobasket 1949 winnaar |
| ----------------------- |
| Egypte Eerste titel     |